# Vranovice, Brno-venkov
Vranovice là một làng thuộc huyện Brno-venkov, vùng Jihomoravský, Cộng hòa Séc.